# 斯坦福冰原島峰
76°51′S 143°18′W / 76.850°S 143.300°W
斯坦福冰原島峰（英語：Stanford Nunatak）是南極洲的冰原島峰，位於瑪麗伯德地，屬於古滕科冰原島峰的一部分，美國地質調查局根據測量和該國海軍的空中照片繪入地圖，現時由南極條約體系管理。